# Aishō (Shiga)
Aishō (愛荘町 Aishō-chō?) es un pueblo localizado en la prefectura de Shiga, Japón. En junio de 2019 tenía una población de 20.878 habitantes y una densidad de población de 550 personas por km². Su área total es de 37,97 km².

## Historia

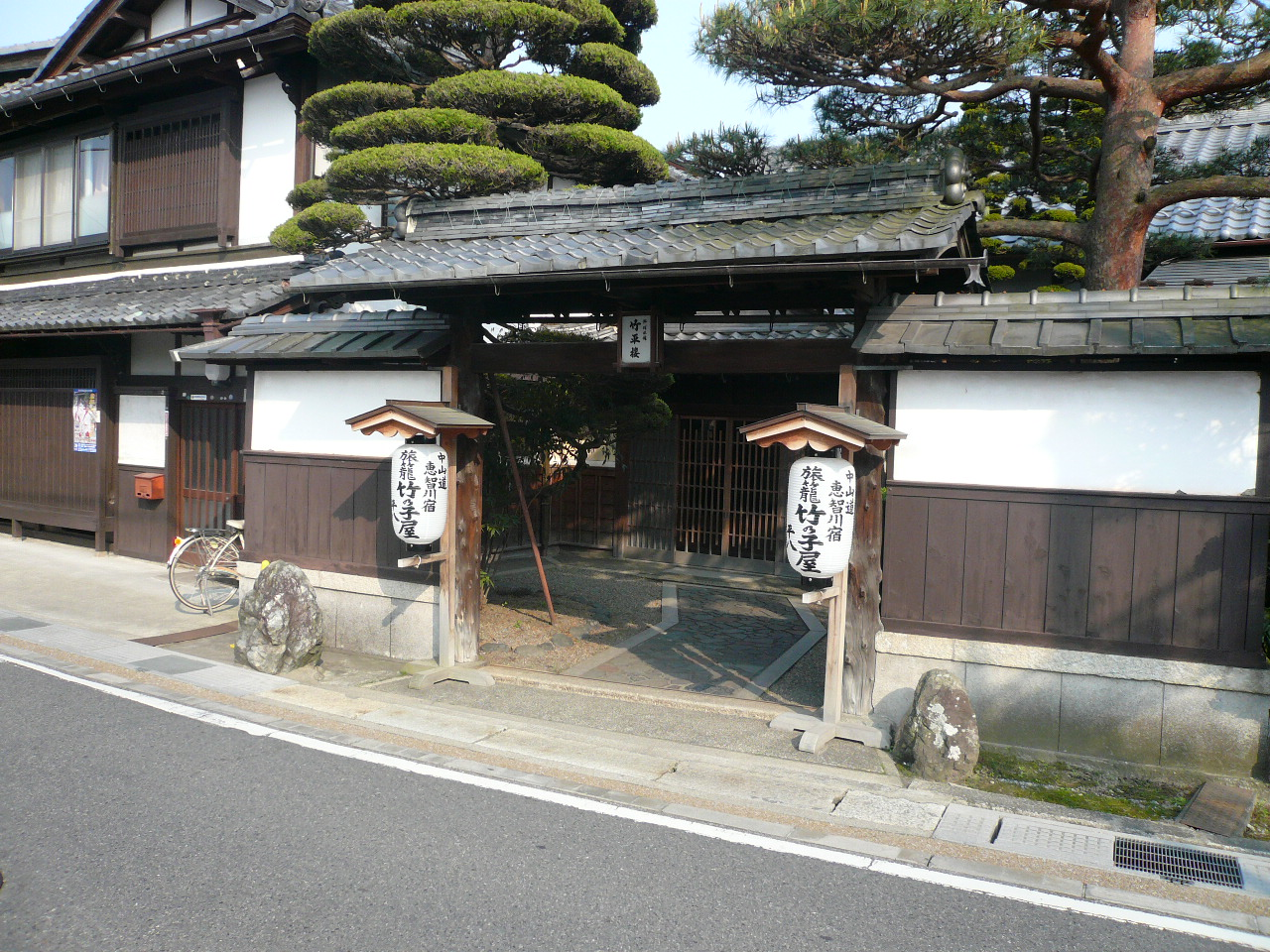
Echigawa-juku, localizado en Aisho.

- 13 de febrero de 2006 - Los pueblos de Echigawa y Hatashō se unieron para formar Aishō.

## Geografía

### Localidades circundantes
- Prefectura de Shiga
  - Hikone
  - Higashiōmi
  - Taga
  - Kōra
  - Toyosato

## Demografía
Según datos del censo japonés, la población de Aishō ha aumentado en los últimos años.
| Año del censo | Población |
| ------------- | --------- |
| 1995          | 17.856    |
| 2000          | 18.992    |
| 2005          | 19.729    |
| 2010          | 20.118    |
| 2015          | 20.778    |

## Transporte

### Ferrocarril
- Línea Principal de Ohmi Railway
  - Estación de Echigawa

### Carretera
Autovías Nacionales
Autovía de Meishin
Rutas Nacionales
Ruta Nacional 8
Ruta Nacional 307
Carreteras Regionales Importantes
Carretera de Shiga 13 Tramo Hikone-Yōkaichi-Kōsei
Carretera de Shiga 20 Tramo Echigawa-Hikone
Carretera de Shiga 28 Tramo Kotō-Echigawa
Carreteras Regionales Secundarias
Carretera de Shiga 213 Tramo Kotō-Hikone
Carretera de Shiga 214 Tramo Echigawa-Teishajō
Carretera de Shiga 216 Tramo Amefurino-Imazaike-Yōkaichi
Carretera de Shiga 218 Tramo Toyosato-Teishajō
Carretera de Shiga 220 Tramo Matsuoji-Toyosato
Carretera de Shiga 221 Tramo Mekada-Kotō
Carretera de Shiga 222 Tramo Kitaochi-Toyosato
Carretera de Shiga 344 Tramo Kotō-Sanzan Inter
Carretera de Shiga 529 Tramo Kotakari-Echigawa

## Ciudades hermanas
- West Bend, Wisconsin, Estados Unidos